# Mexican Bloodbath

Mexican Bloodbath est un film américain réalisé en 2009 par Robert Arrevalo.

## Fiche technique
- Titre : Mexican Bloodbath
- Réalisation : Robert Arrevalo
- Scénario : Robert Arrevalo
- Musique : Christopher Saint Booth et Keith Lander
- Montage: Walter Bernacca and Paulo DeMello
- Effets spéciaux : Walter Bernacca
- Son : Walter Bernacca, Christopher Saint Booth et Philip Adrian Booth
- Photographe de plateau : Raul Uribe
- Producteur : Robert Arevalo
- Dates de sortie : 2009
- Film américain
- Format : Couleurs - 35 mm - 1,85:1
- Durée : 100 minutes
- Lieu de tournage : Mexique

## Distribution
- Gerardo Albarrán : El Chilango
- Robert Arrevalo : Bishop
- Noé Brito : El General
- Alejandro Galán : Galindo
- Carlos Gallardo Ruiz : El Indio
- Luis Gatica : Carlos Fuentes
- Claudia Godínez : Lucia
- Paco Ibáñez : El Jefe
- Rafael Puente : Raul
- Jesse James Youngblood : Asesino
- David Tsuboi : Machete (non crédité)